# Revolving Door (album Piotra Zioły)
Revolving Door – debiutancki album polskiego wokalisty Piotra Zioły, wydany 22 kwietnia 2016 przez Warner Music Poland. Na płycie gościnnie wystąpiła piosenkarka Natalia Przybysz. Promowały go cztery single: "Podobny", "W ciemno", "Django" i "Zapalniki".

## Lista utworów
| 1.  | "CFTCL"                            | 3:00  |
|     |                                    |       |
| 2.  | "Podobny"                          | 4:02  |
|     |                                    |       |
| 3.  | "As I'm Meant to Be"               | 3:43  |
|     |                                    |       |
| 4.  | "Let It Go"                        | 3:32  |
|     |                                    |       |
| 5.  | "Safari"                           | 3:40  |
|     |                                    |       |
| 6.  | "W ciemno"                         | 3:14  |
|     |                                    |       |
| 7.  | "Amy"                              | 5:30  |
|     |                                    |       |
| 8.  | "Django"                           | 4:25  |
|     |                                    |       |
| 9.  | "Revolving Door"                   | 4:30  |
|     |                                    |       |
| 10. | "Zapalniki" feat. Natalia Przybysz | 3:00  |
|     |                                    |       |
| 11. | Bonus track "Podobny" (live)       | 4:01  |
|     |                                    |       |
| 12. | Bonus track "Safari" (live)        | 3:40  |
|     |                                    |       |
|     |                                    | 46:17 |
|     |                                    |       |

## Twórcy
- Piotr Zioła – śpiew (wokal główny i chórki), instrumenty klawiszowe, klapy
- Gabriela Kulka – chórki, instrumenty klawiszowe
- Natalia Przybysz – śpiew w utworze 10.
- Marcin Bors – gitary, instrumenty klawiszowe, klapy, przeszkadzajki, chórki, hałasy; produkcja muzyczna, realizacja nagrań, miks, mastering
- Jurek Zagórski – gitara w wersjach na żywo
- Grzegorz Zioła – gitara basowa
- Staszek Wróbel – gitara basowa w wersjach na żywo
- Marcin Ułanowski – perkusja, przeszkadzajki
- instrumenty klawiszowe – Andrzej Markowski, Szymon Orchowski
- Michał 'Fox' Król – instrumenty klawiszowe w wersjach na żywo
- instrumenty smyczkowe – Magdalena Ziętek, Fair Play Quartet
- instrumenty dęte – Tomasz Duda, Tomasz Dworakowski, Maurycy Idzikowski, Kamil Karaszewski
- asysta realizacji – Szymon Orchowski, Ignacy Gruszecki
- realizacja wokalu i fortepianu w piosence "Amy" – Paweł Niegowski
- realizacja nagrań na żywo – Piotr Rajkowski, Postcard Sessions
- miks i mastering nagrań na żywo – Piotr Laczek
- Zuza Krajewska – zdjęcia
- Mariusz Mrotek – oprawa graficzna